# Važecká jeskyně
Važecká jeskyně je krasová jeskyně v Liptovské Kotlině, chráněná jako národní přírodní památka. Nachází se v katastrálním území obce Važec v okrese Liptovský Mikuláš v Žilinském kraji na Slovensku. Chráněné území bylo vyhlášeno v roce 1968.

## Přírodní poměry
Nachází se v údolí Bílého Váhu na severním okraji Nízkých Tater, na jihozápadním okraji obce Važec, v nadmořské výšce 784 metrů. Jeskyni objevil a prozkoumal malíř a speleolog František Havránek roku 1922 a o šest let později již byla jeskyně provizorně zpřístupněná. Později jeskyňáři objevili další prostory v podzemí a roku 1954 byla zpřístupněná již definitivně. Celková délka jeskyně dosahuje 530 m, z čehož je zpřístupněných 230 m pohodlnou prohlídkovou trasou. V roku 1968 byla jeskyně vyhlášená za chráněný přírodní výtvor. Važecká jeskyně je vytvořená v zajímavém typu kotlinového krasu v šedomodrých vápencích středního triasu, které se střídají se světlými dolomity.
Podzemní prostory vznikly v pleistocénu erozivní a korozivní činností vod Bílého Váhu, které vnikaly pod povrch tektonických puklin hlavně na vrstevnatých plochách vápenců. Proto mají prostory jeskyně tvar nízkých prostranných sálů, zčásti vyplněných říčními nánosy. Podzemní prostory zahrnují chodby, dómy a síně, které vznikaly na místech tektonických puklin a mnohé mají řítivý charakter. Prostory jeskyně zkrášluje pestrobarevná, sklovitě-modrá, modrobílá či voskově žlutá sintrová výplň. Ze stropu visí tenká brčka, stalaktity, záclony, na podlaze se nacházejí tlustší stalagmity a podlahové nátoky. Najdeme zde zátiší bohatě zdobená sintrovými nátoky a mladými krápníky různých tvarů a barev.
Patří k nim dva metry vysoký a osmdesát metrů široký krápníkový sloup a Bílé záclony v Húskově síni, Korálové jezírko v Jezírkové síni, Galerie a Zbojnická komora. Jeskyně je do značné výšky vyplněná říčními usazeninami (Kostnice, Hliněná chodba, Kouzelná zahrádka), ve kterých se zachovaly kosti jeskynního medvěda (Ursus spelaeus).
Važecká jeskyně je staticko-dynamickým typem jeskyně s průměrnou teplotou 7,1 °C a vlhkostí 94 %. Z živočichů se v ní vyskytuje vrápenec malý (Rhinolophus hipposideros), v sintrových jezírkách žijí chvostoskoci (Collembola).